# Аргаман, Надав

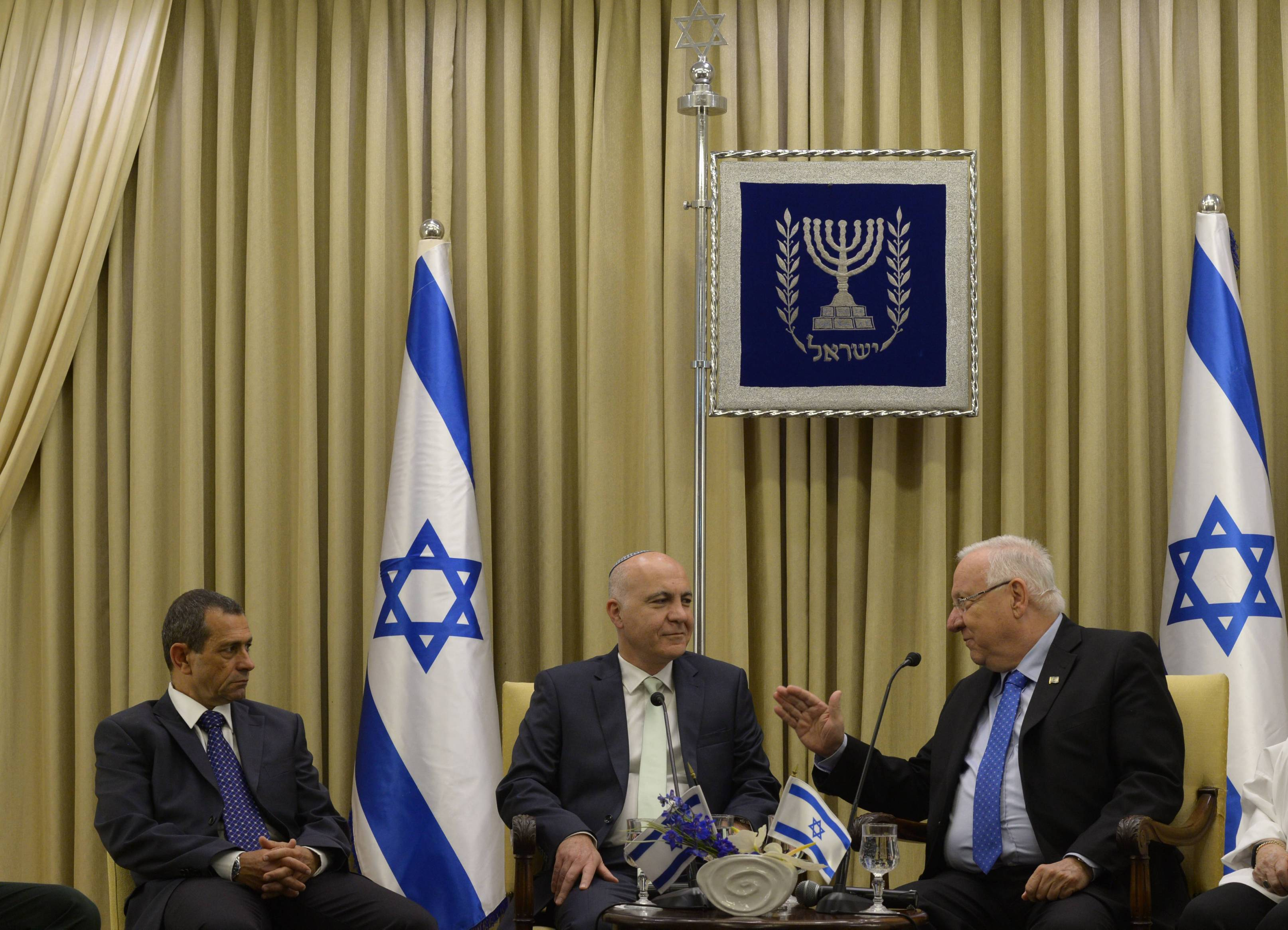
Президент Государства Израиль Реувен Ривлин (справа) принимает уходящего главу Шин-Бет Йорама Коэна (в центре) и Надава Аргамана (слева) по случаю смены должности, 8 мая 2016 г.

Надав Аргаман (ивр. נָדָב אַרְגָּמָן‎, род. 11 августа 1960, Рамат-ха-Шарон, Тель-Авивский округ) — директор Шин-Бет с 8 мая 2016 года по 13 октября 2021 года. Ранее он занимал должности заместителя главы Шин-Бет, начальника оперативного отдела и представителя Шин-Бет в США. Он был назначен премьер-министром Биньямином Нетаньяху главой Шин-Бет 11 февраля 2016 года и вступил в должность в мае 2016 года.

## Биография
Надав Аргаман родился в семье Амирама и Тиквы в Рамат-ха-Шароне и с двух лет рос в кибуце Хамадия. Вступив в армию в 1978 году, он вызвался служить добровольцем в подразделении спецназа ЦАХАЛа Сайерет Маткаль и служил бойцом и командиром взвода. 
В 1983 году он перешёл в Шабак и служил на различных командных и штабных должностях. В период с 2003 по 2007 год он занимал должность руководителя оперативного отдела Шин-Бет, а с 2007 по 2011 год — руководителя службы безопасности Шин-Бет в Северной Америке. Затем с 2011 по 2014 год он занимал должность заместителя главы Шин-Бет. Среди прочего, в ноябре 2012 года, в начале операции в секторе Газа «Облачный столп», он командовал операцией, в ходе которой был убит командир военного крыла ХАМАС Ахмед Джабари. 
В сентябре 2014 года он начал работать в Комиссии по атомной энергии Израиля. В сентябре 2015 года вернулся в ШАБАК и был назначен заместителем руководителя организации. В феврале 2016 года премьер-министр Биньямин Нетаньяху решил назначить его следующим главой ШАБАК, и 8 мая 2016 года он вступил в должность, заменив своего предшественника Йорама Коэна.
Сразу после вступления в должность руководителя он представил план работы из пяти пунктов, включая расширение возможностей Шин-Бет в области технологий и кибербезопасности. В середине 2017 года Аргаман заявил, что киберактивность Шин-Бет способствовала выявлению и обнаружению более 2000 потенциальных террористов с 2016 года. В 2019 году сообщалось, что примерно треть рабочей силы организации — лица, связанные с технологиями. 
Во время беспорядков на Храмовой горе в 2017 году Аргаман поддержал решение убрать металлодетекторы, которые были установлены у входов на Храмовую гору. После теракта в посольстве Израиля в Иордании Аргамана отправили в Иорданию, чтобы обсудить освобождение подвергшегося нападению охранника.
Аргаман получил степень бакалавра и магистра политологии в Хайфском университете, а также дополнительную степень магистра в области безопасности и стратегии в Центре исследований национальной безопасности Хайфского университета. Аргаман также является выпускником Израильского колледжа национальной безопасности. 
13 октября 2021 года Аргамана на посту главы Шин-Бет сменил Ронен Бар.

## Личная жизнь
Аргаман был женат на Руфи, матери троих его детей, впоследствии они развелись. В 2020 году он женился вторым браком на Анат, с которой познакомился во время их совместной работы в Шин-Бет. Они живут в Рош-ха-Аин.